# 2C星表
第二版劍橋無線電源表 (2C) 是在1955年由約翰·R·謝克沙夫特和同事發表的。它包含了位於赤緯南緯38度至北緯83度之間，以1950分點標示赤經、赤緯座標的1936個天體，和它們的通量密度。這些觀測是使用劍橋干涉儀以81.5 MHz的波長完成的。
這些資料顯示的型視為通量/數字（來源計數），傾向於排除某些宇宙模型（像是穩態理論）：
對均勻分布的無線電源數量（對數，N）和強度（對數，S）累積分布的斜率應該是-1.5，但是劍橋星表的資料很明顯的，不言而喻的（對數(N)，對數(S)）斜率接近3.0。
很不幸的，這個結論似乎下得過早，因為在這個星表中的許多電波源被證實是有問題的，有些微弱的無線電源明顯的是受到強電波源在干涉儀中產生瓣波的影響（關鍵的資料來自位於澳大利亞的米爾·克羅斯望遠鏡最近受委託所做的演示）。
但是，之後由休伊什對更新的干涉儀紀錄所做的統計與分析顯示，在初步解釋的某些方面大致上是正確的。
這項統計與調查的結果被更可靠的劍橋大學電波星表第三版和3CR巡天取代。3C巡天同樣是使用劍橋干涉儀，但頻率是159MHz，它在後續的巡天上明顯的降低了混淆（見上文）的情形。